# 松田芳子
松田 芳子（まつだ よしこ 1917年 - 1956年）は、東京都新橋一帯を根城にした暴力団の元二代目関東松田組組長。

## 概要
芳子はもともと神奈川県横浜市 山元町（やまもとちょう）出身、旧姓を松永といった。芳子は美人として知られるが、妹のルミは芳子にもまして目の覚めるような美女であったという。不良っ気もたっぷりで、腕に“流れ星”の文字の刺青を彫り、“流れ星のルミ”という異名もあった。妹のルミが「カッパの松」と呼ばれた関東松田組の松田義一と結婚する。
松田は1942年暮れに出所したが、服役中に最初の妻ルミを結核で亡くしている。喪が明けたあと姉である芳子が松田の後妻に収まった。
本牧（ほんもく）のチャブ屋（外国船員相手の高級遊郭）「東亜」に勤め、つねにナンバーワンの座を保っていたが、プライドも高く、気にいらない客は絶対にとらなかった。
関東松田組は、第二次世界大戦後に荒廃した新橋一帯の青空市場（闇市）を仕切る暴力団に成長。一時は身内3000人ともいわれる勢力を誇った。愛聯の大沢米吉、新宿の尾津喜之助、戦前から新橋に勢力を張った並木量次郎といったやくざ社会の大物が後ろ盾になったとされる。当時、東京大学の学生で大河内一男ゼミにいた大塚斌はNHKの歴史番組で、「戦後における露店市場」（『戦後社会の実態分析』大河内一男 編、日本評論社、1950年に収録）の取材のために会った松田を話をしても大変に頭のいい人物だったと語っている。1946年に松田義一が殺害（詳細は渋谷事件#背景を参照）されると、妻である芳子が女組長として松田組を引き継いだ。松田組には八木沢由雄、吉水金吾、小沢正義といった後に関東やくざに名を馳せる猛者たちがいた。しかし引き続き行われた第三国人（出典ママ）との激しい武力抗争、闇市を商店街化させた新生マーケットの焼失など組の基盤を揺るがす出来事が続いたため、松田芳子は1947年7月16日、40人の直属を集めてカタギに戻る宣誓式を行った。

## 松田芳子関連の映画・オリジナルビデオ
- 『実録・関東やくざ抗争史 松田組』（2005年、GPミュージアムソフト）、松田芳子役は真行寺君枝
- 『実録・関東やくざ抗争史 松田組2』（2005年、GPミュージアムソフト）、松田芳子役は真行寺君枝
- 『実録・関東やくざ抗争史 松田組3 伝説の女親分・松田芳子』（2008年、GPミュージアムソフト）、松田芳子役は真行寺君枝